# Symmetroscyphus australis
Symmetroscyphus australis är en nässeldjursart som beskrevs av Vervoort och Watson 2003. Symmetroscyphus australis ingår i släktet Symmetroscyphus och familjen Thyroscyphidae. Inga underarter finns listade i Catalogue of Life.